# Tomasz Wałdoch
Tomasz Wojciech Wałdoch (født 10. maj 1971 i Gdańsk) er en polsk tidligere fodboldspiller, der spillede som Forsvarsspiller. Han var på klubplan tilknyttet de polske klubber Górnik Zabrze og Jagiellonia Bialystok samt tyske VfL Bochum og Schalke 04. Bedst kendt er han for sit ophold i Schalke, hvor han tilbragte syv sæsoner, og blandt andet var med til at vinde to tyske pokaltitler og opnå en andenplads i Bundesligaen.

## Landshold
Han var med ved OL 1992 i Barcelona, hvor han spillede alle kampe. Polen indledte med at vinde sin indledende pulje, besejrede derpå Qatar i kvartfinalen og Australien i semifinalen (sidstnævnte med 6-1), inden holdet i finalen tabte til hjemmeholdet fra Spanien med 2-3. Dermed fik Spanien guld og Polen sølv, mens Ghana fik bronze efter sejr over Australien i kampen om tredjepladsen.
Wałdoch spillede i perioden 1991-2002 74 kampe for Polens A-landshold, hvori han scorede to mål. Han var blandt andet med ved VM-slutrunden i 2002, hvor han var polakkernes anfører.

## Trænerkarriere
Efter afslutningen af sin aktive karriere er Wałdoch gået ind på trænersporet, og han har her primært udfyldt forskellige trænerroller i Schalke 04, særligt i ungdomsafdelingen.

## Titler
DFB-Pokal
- 2001 og 2002 med Schalke 04

UEFA Intertoto Cup
- 2003 og 2004 med Schalke 04